# Johann Balthasar Frankart

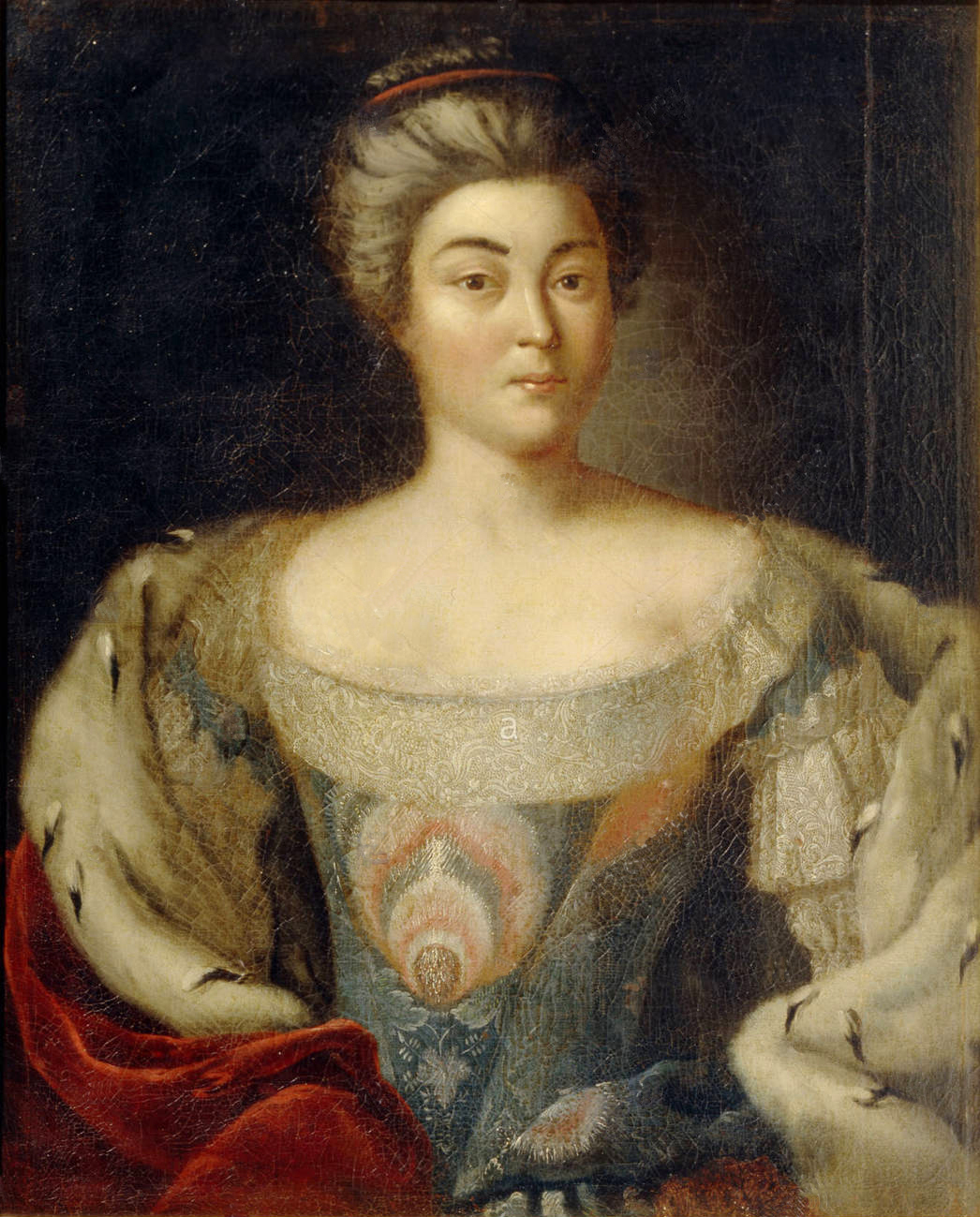
Prinzessin Alexandra Kurakina geb. Panina

Johann Balthasar Frankart (auch Frankhart, * 1712 in Hamburg; † 1743 während einer Ostseereise) war ein in Sankt Petersburg tätiger deutscher Porträtmaler.
Frankart, Francart, Francard oder Frankhart wurde Schüler des Porträtmalers Hans Hinrich Rundt. Nach dem Studium malte er fast ausschließlich Bildnisse.
Ab 1737 war er in Sankt Petersburg ansässig und als Porträtmaler des Petersburger Adels tätig. Im Zeitraum des sechsjährigen Aufenthaltes in der russischen Hauptstadt erkrankte er an Tuberkulose und starb während der Heimreise, von wo aus er nach Italien wollte.